# Jim van Os
Jim van Os, Johannes Jacobus van Os (ur. 8 kwietnia 1960 w Utrechcie) – holenderski lekarz psychiatra i epidemiolog, profesor epidemiologii psychiatrycznej na Wydziale Psychiatrii i Psychologii Centrum Medycznego Uniwersytetu w Utrechcie, profesor wizytujący w Institute of Psychiatry, Psychology and Neuroscience King′s College w Londynie. 
Jest zwolennikiem odrzucenia nazwy schizofrenii i zastąpieniem jej bardziej adekwatnymi określeniami; w swoich pracach popularyzuje termin zespołu nieadekwatnego wyróżniania (salience). W 2015 roku ogłosił swoje postulaty w holenderskiej gazecie codziennej, co wywołało polemikę z innymi psychiatrami. Van Os jest od 2011 członkiem Koninklijke Nederlandse Akademie van Wetenschappen.